# Jean-Étienne Esquirol
Jean-Étienne Dominique Esquirol (Tolosa, 3 de febrer de 1772 - París, 12 de desembre de 1840) fou un psiquiatre francès. És considerat el pare de l'organització de la psiquiatria francesa, pel fet que va treballar perquè s'aprovés la Llei del 30 de juny de 1838, que obligava cada departament francès a disposar d'un hospital especialitzat. Va estar al darrere del desenvolupament de la nova Casa Reial de Charenton, el 1825, destinada a acollir prop de tres-cents pacients. Fou ell qui va formar la majoria dels alienistes del seu temps. Està enterrat al Cementiri del Père-Lachaise (8 divisió).

## Biografia
Era fill d'un mercader de Tolosa, prior de la borsa dels mercaders. A Tolosa de Llenguadoc va estudiar al col·legi de l'Esquile.
Arribat l'any 1799 a París, va ser primer alumne de Jean-Nicolas Corvisart, a la Charité, i a partir de 1801 va treballar amb Pinel a la Salpêtrière. El 1805 va escriure: Passions considerades com a causes, símptomes i mitjans curatius de l'alienació mental.

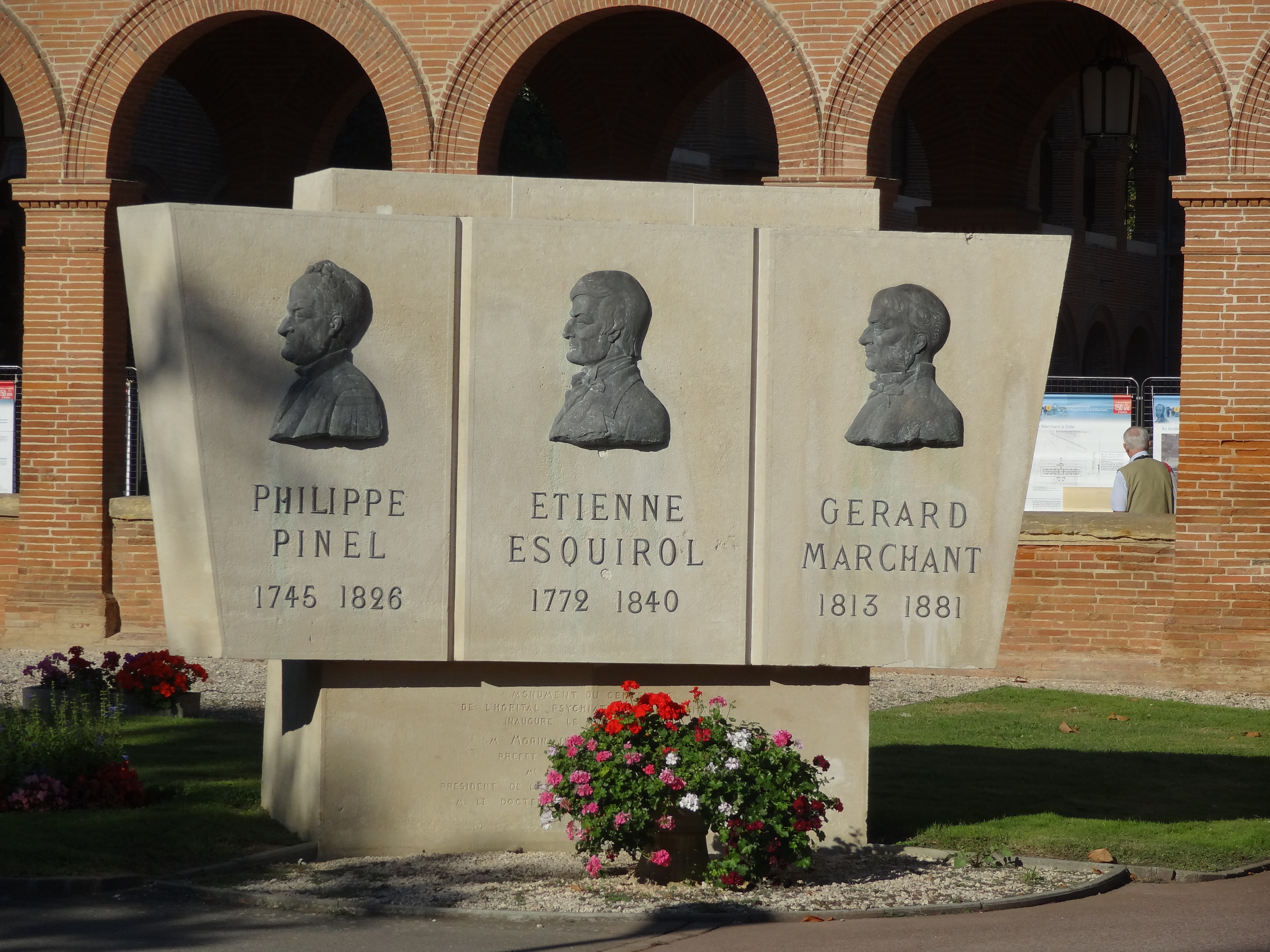
Monument en homenatge a l'Hospital Marchant.

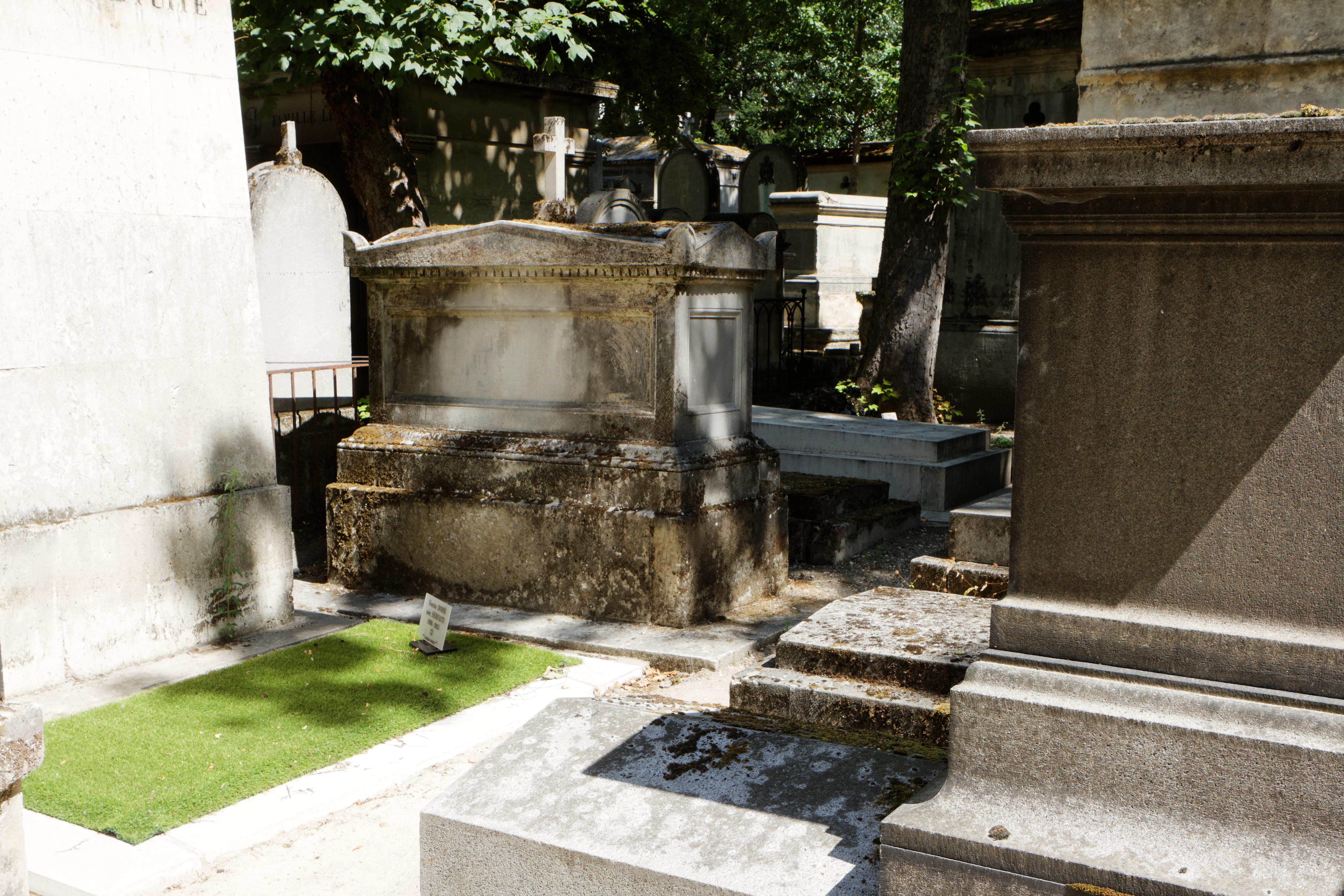
Tomba al cementiri del Père-Lachaise.

L'any 1810, succeí Pinel com a metge en cap de la Salpêtrière. Va crear una casa de sanitat privada per als alienats a la rue Buffon, que l'any 1827 va ser traslladada a Ivry-sur-Seine. Quan Antoine-Athanase Royer-Collard es va morir, Esquirol el va succeir com a metge en cap de la Maison Royale de Charenton, avui Hospital Esquirol.
En particular, va tenir com a alumne el psiquiatre de Tolosa Gérard Marchant.

## Obres
- Va aprofundir en la nosografia de Pinel;
- Va perfeccionar les diferents formes de malenconia, va crear el terme lypemania i la classe de les monomanies.
- Va distingir entre al·lucinacions i il·lusions.
- Va fer un paral·lelisme entre la bogeria i les passions.
- Va tenir un important paper administratiu i legislatiu pel que fa a la Llei de 1838.
- Va fer la primera descripció mèdica de la síndrome de Down el 1838.

Va tenir certa influència sobre els patòlegs alemanys, sobretot Karl Christian Hille i Johann Christian August Heinroth, els primers que van traduir l'obra d'Esquirol a l'alemany.

### Nosografia
- És un dels primers especialistes que va fer la distinció entre les al·lucinacions (percepcions sense objecte extern, produïdes i construïdes per la ment) i les il·lusions (errors de percepció; interpretació errònia d'estímuls reals).

- Paral·lel bogeria-passió. Per a ell, les passions són allò que ens empeny a actuar i que no és intel·lectual: es troben a l'origen de l'alienació mental. La bogeria estaria feta de passions portades a l'extrem; per tant, hi hauria una diferència quantitativa entre les dues. Segons ell, a la infància no hi ha passions, per la qual cosa no hi ha persones boges.

### Terapèutica
- Per a ell, les passions han de servir per tractar malalties. Segons ell, hi ha d'haver repressió perquè els malalts es curin: inspirar un sentiment de por, que subjuga el malalt, i provocar un xoc moral tot posant l'alienat en un estat oposat al que es trobava abans de recórrer a aquest mitjà. Aquest és el mètode disruptiu. Per a Esquirol ja no n'hi ha prou de parlar amb delicadesa i compassió, segons el tractament moral de Pinel.

### Funció administrativa i legislativa
- Teòric clar i pràctic sobre les institucions psiquiàtriques, ell i els seus estudiants van ser a l'origen de l'aprovació de la Llei del 30 de juny de 1838 sobre els alienats,[3] la qual va acabar amb les decisions arbitràries d'internament per simple carta de cachet o tribunal de justícia.

## Homenatges

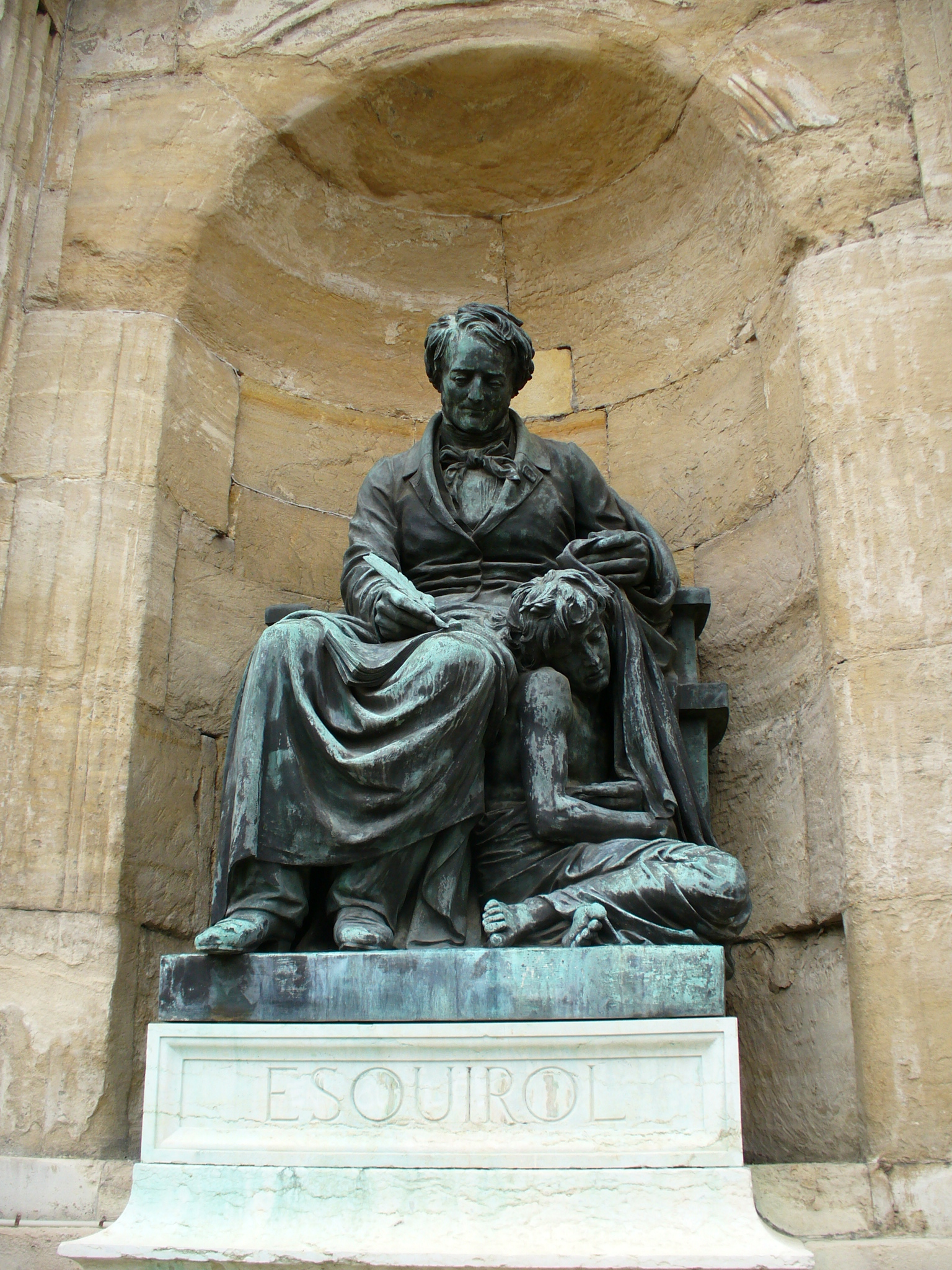
Estàtua d'Esquirol a l'hospital Esquirol de Saint-Maurice (Val-de-Marne) de l'escultor Armand Toussaint.

El 1897, el municipi de Tolosa de Llenguadoc va retre homenatge a Esquirol i Pinel col·locant els seus busts a la Sala dels Il·lustres del Capitole. El Charenton Asylum només va prendre el nom del seu dissenyador l'any 1973.
Diversos llocs i establiments porten el seu nom:
- Plaça d'Esquirol de Tolosa des de 1867 i estació de metro d'Esquirol (línia A) a Tolosa des de 1993, que dona servei a la plaça d'Esquirol.
- Rue Esquirol a París des de 1864.
- Avinguda Esquirol a Lió.
- Institut de Formació d'Infermeria Esquirol (IFSI) a Lió.
- Centre hospitalari especialitzat Esquirol a Llemotges.
- Hospital Esquirol de Saint-Maurice, Val-de-Marne.
- Hospital Esquirol de Caen.
- Clínica Esquirol - Saint-Hilaire a Agen, Lot-et-Garonne.
- Hospital Psiquiàtric CHAI, Pavelló Esquirol de Saint-Egreve.

## Obres i publicacions

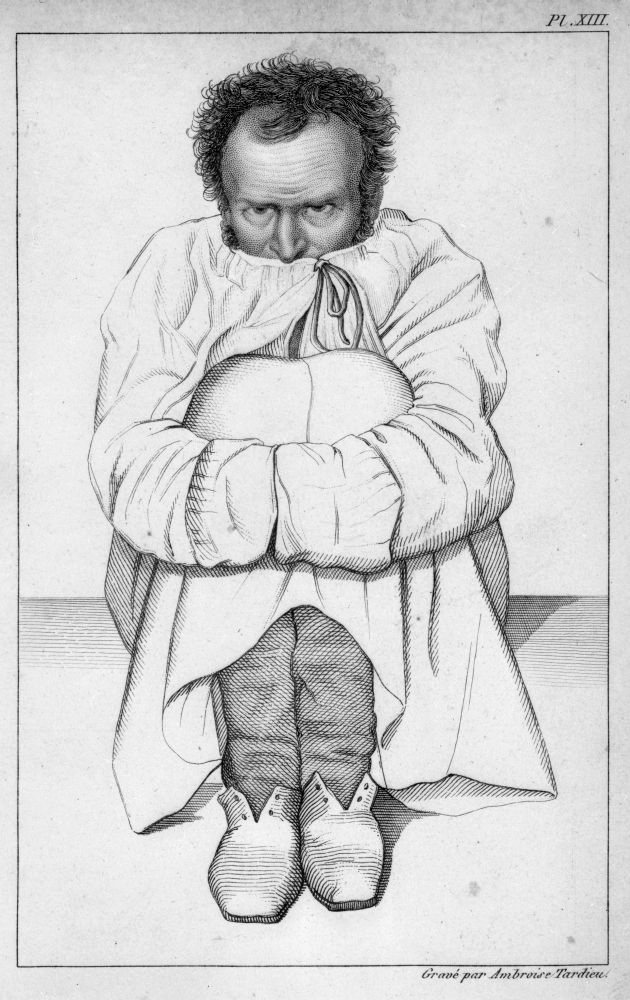
Litografia, dins Malalties mentals considerades en termes mèdics, higièniques i mèdico-legals [Atles], Planxa XIII (gravat d'Ambroise Tardieu).

- Passions considerades com a causes, símptomes i mitjans curatius de la malaltia mental, [Tesi de Medicina de París n. 574, 1805], Didot Jeune, París, 1805, Text complet.
- Al·lucinació, [sn] [sd], 8, p.; in-8, disponible a Gallica.
- Nota sobre la monomania homicida, J. -B. Baillière (París), 1827, 52 p.; in-8, disponible a Gallica.
- Il·lusions entre els bojos. Qüestió medico-legal sobre l'aïllament dels bojos , Crochard (París), 1832, 1 vol. (83 p.); in-8, disponible a Gallica.
- Malalties mentals considerades en termes mèdics, higiènics i medicolegals, 1838:

### En col·laboració
- Amb Pariset, Étienne (1770-1847) et al., Instrucció popular sobre la dieta a seguir per protegir-se del còlera-Morbus i sobre què fer si esclata la malaltia; [per MM. Pariset, Esquirol, Des[...], Leroux, Juge, Chevallier, Legrand i Marc], E. vs. Bourseul, Print. de Ve Villette (Douai), 1832, vol. in-8° (23 pàgines), disponible a Gallica.

### Edició científica
- William Charles Ellis (1780-1839), Tractat sobre la bogeria o sobre la naturalesa, les causes, els símptomes i el tractament de la bogeria: incloent observacions sobre els establiments per als bojos, [obra traduïda de l'anglès, amb notes i una introducció històrica de Th. Théophile Archambault, enriquida amb notes de M. Esquirol], J. Rouvier (París), 1840, 1 vol. (CXLI-500 p.): malalt; in-8.